# Shaun Baker (aktor)
Shaun Baker – amerykański aktor telewizyjny i filmowy, najlepiej znany z roli Quicka Williamsa w serialu sensacyjnym V.I.P.
Urodził się w Nowym Jorku, gdzie ukończył High School for the Performing Arts. W 1993 roku wystąpił w reklamie restauracji McDonald’s.
Jest chrześcijaninem. Ćwiczył także sztuki walki. Posiada czarny pas w karate.

## Filmografia
- 1990: Prywatka (House Party) jako Clint
- 1991: Wielki kanion (Grand Canyon) jako Rocstar
- 1991: Bajer z Bel-Air jako przechodzień
- 1994: Jak nakazuje obowiązek: Cena zemsty (In the Line of Duty: The Price of Vengeance, TV)
- 1994: Nowojorscy gliniarze jako Thomas ‘C Dawg’ Lennox
- 1997: Szpital Dobrej Nadziei jako Tom Duncan
- 1997: Nowojorscy gliniarze jako Anthony ‘Daddy Kool’ Actee
- 1998–2002: V.I.P. jako Quick Williams
- 2002: Bez pardonu jako Lonny
- 2002: Nowojorscy gliniarze jako Daron Hodges
- 2006: Cuttin Da Mustard jako Raul
- 2006: Full Clip jako McCloud
- 2007: CSI: Kryminalne zagadki Miami jako Richard Williams
- 2014: Q jako kierowca karetki